# Jake Andrews
Wesley Jacob Andrews (Montgomery, 11 novembre 1999) è un giocatore di football americano statunitense che milita nel ruolo di centro per i New England Patriots della National Football League (NFL).

## Carriera

### New England Patriots
Al college Andrews giocò a football alla Troy University, venendo inserito nella formazione ideale della Sun Belt Conference nell'ultima stagione. Fu scelto nel corso del quarto giro (107º assoluto) del Draft NFL 2023 dai New England Patriots. Debuttò come professionista subentrando nella gara della settimana 1 contro i Philadelphia Eagles giocando 2 snap negli special team. La sua prima stagione si chiuse con 16 presenze, di cui una come titolare.